# Nátrium-szuperoxid
A nátrium-szuperoxid egy szervetlen vegyület, képlete NaO2. Sárga-narancssárga színű, kristályos, szilárd ionvegyület. A nátrium oxidációjának köztiterméke. Nátrium kationból és szuperoxid anionból O2− áll.

## Előállítása
A nátrium-szuperoxidot elő lehet állítani nátrium-peroxid és oxigén nagy nyomáson történő reakciójával:
Na2O2  +  O2  →  2 NaO2
Elő lehet állítani ammóniában oldott nátrium és oxigén reakciójával:
Na(NH3-ban oldva) + O2 → NaO2

## Tulajdonságai
Paramágneses, mivel a szuperoxidion sója. Könnyen nátrium-hidroxidra, hidrogén-peroxidra és oxigénre hidrolizál. NaCl kristályrácsa van.

## Fordítás
Ez a szócikk részben vagy egészben  a   Sodium superoxide című angol Wikipédia-szócikk ezen változatának fordításán alapul.  Az eredeti cikk szerkesztőit annak laptörténete sorolja fel. Ez a jelzés csupán a megfogalmazás eredetét és a szerzői jogokat jelzi, nem szolgál a cikkben szereplő információk forrásmegjelöléseként.